# La Trobe River
La Trobe River är ett vattendrag i Australien. Det ligger i delstaten Victoria, omkring 200 kilometer öster om delstatshuvudstaden Melbourne. La Trobe River ligger vid sjön Lake Wellington.
Runt La Trobe River är det mycket glesbefolkat, med 3 invånare per kvadratkilometer. Genomsnittlig årsnederbörd är 803 millimeter. Den regnigaste månaden är juni, med i genomsnitt 162 mm nederbörd, och den torraste är juli, med 25 mm nederbörd.